# Lojze Hlede
Lojze Hlede (polno ime Alojz Ivan Hlede) podjetnik, glasbenik, kulturni delavec, * 30. junij 1946, Števerjan.

## Življenje in delo
Lojze Hlede se je rodil v Števerjanu, oče je bil Albin, kmet, mati Marcela (rojena Fala). Obvezno šolanje je opravil v domači vasi, nato je zaključil nižjo strokovno šolo v Gorici, po kateri je začel vajeništvo kot zidar. Kasneje, po odsluženem vojaškem roku (dva meseca na Siciliji, nato v Milanu), ko je bil že zidarski mojster, je leta 1972 v domačem kraju ustanovil lastno gradbeno podjetje.
Lojze Hlede je že od malih nog vzljubil glasbo. Njegov sosed je bil Herman Srebrnič, ki je bil organist in zborovodja ter je Lojzeta naučil igrati na harmoniko. Glasbeni zgled mu je bil tudi goriški organist Maks Debenjak, a ker mu glasbene teorija ni bila všeč, je Hlede sam nadaljeval s študijem harmonike in postal glasbenik samouk. Lojze je z dvema bratoma, Brunom in Edvarom oziroma Edijem, in prijatelji Alešem Pintarjem, Lojzičem Cigličem in Borisom Hladnikom rad skupaj vadil (vsi so samouki) in prvič so javno nastopili za pustovanje na odru Katoliškega doma v Gorici 25. februarja 1968. Tako je nastal Ansambel Lojzeta Hledeta, ki je nato deloval dvajset let. Lojze Hlede je za ansambel na začetku sam pisal glasbo, zgledoval se je po slogu Lojzeta Slaka. Tekste za pesmi so jih največ prispevali tekstopisci Ivan Malavašič, Ivan Sivec in Saša Martelanc. Posneli so več plošč ter nastopali po celem svetu.
Lojze Hlede je igral na posebno harmoniko, ki je bila pol frajtonarca in pol diatonična harmonika. Po mnogih prošnjah in izrednem prepričevanju mu jo je ustvaril mojster Avgust Železnik z Vrhnike. Ko je ansambel prvič nastopal na Festivalu na Ptuju, je njegova harmonika vzbudila pozornost. Od tam se je porodila ideja, da bi imeli Festival narodnozabavne glasbe tudi v Števerjanu, ki so ga prvič priredili leta 1971 in ga v prvem koncu tedna julija prirejajo še danes.
Leta 2022 je Goriška Mohorjeva družba izdala knjigo Večer v Števerjanu : zbirka skladb narodno-zabavne glasbe Lojzeta Hledeta (notografiral jih je Patrick Quaggiato). Leta 2024 mu je potomec grofov Formentini, ki so svojčas imeli posesti v Števerjanu, v italijanščini posvetil knjigo: Hlede Alojz Ivan detto Lojze.